# S.O. 4050 Vautour
A Sud Ouest (SNCASO) S.O. 4050 Vautour szubszonikus, nehéz elfogóvadász, vadászbombázó, felderítő és alacsonytámadó repülőgép volt, melyet az 1950-es években fejlesztettek ki Franciaországban. A Francia Légierőben 1958-tól 1979-ig állt szolgálatban. Egyetlen külföldi vásárlója az Izraeli Légierő volt, mely szintén 1958-ban állította rendszerbe a gépet, és a hatvanas években, különösen a hatnapos háborúban, intenzíven használta. A repülőgépet Izraelben az F–4 Phantom II váltotta le 1971-ben.

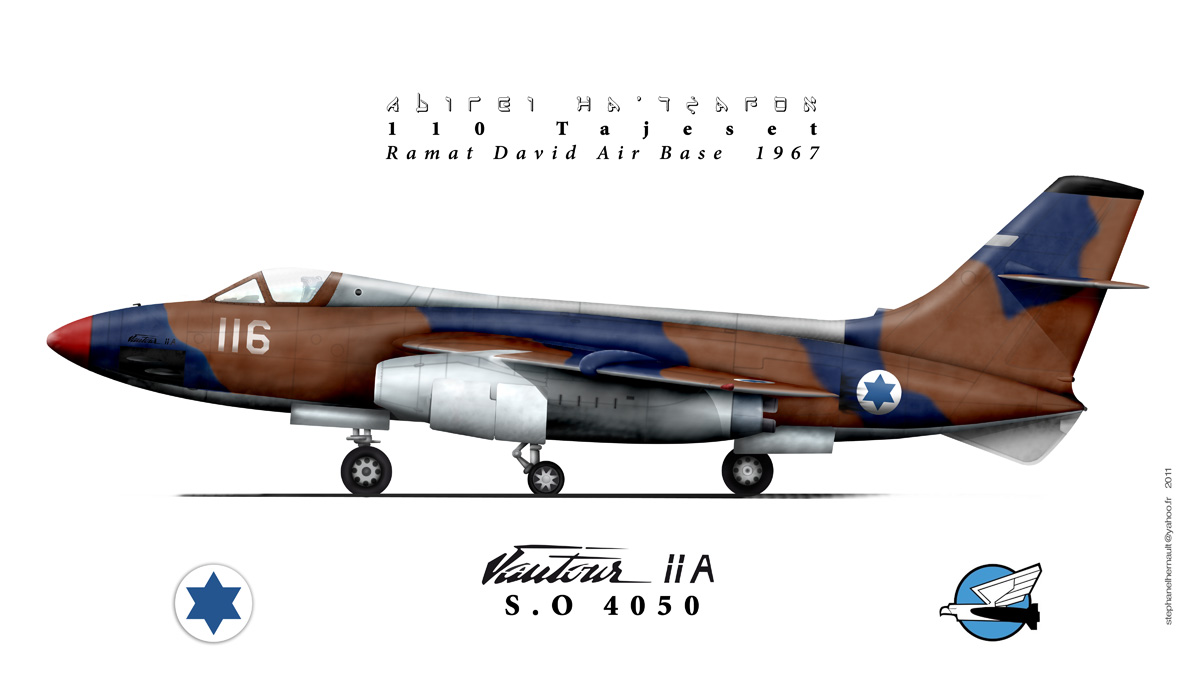
Vautour A
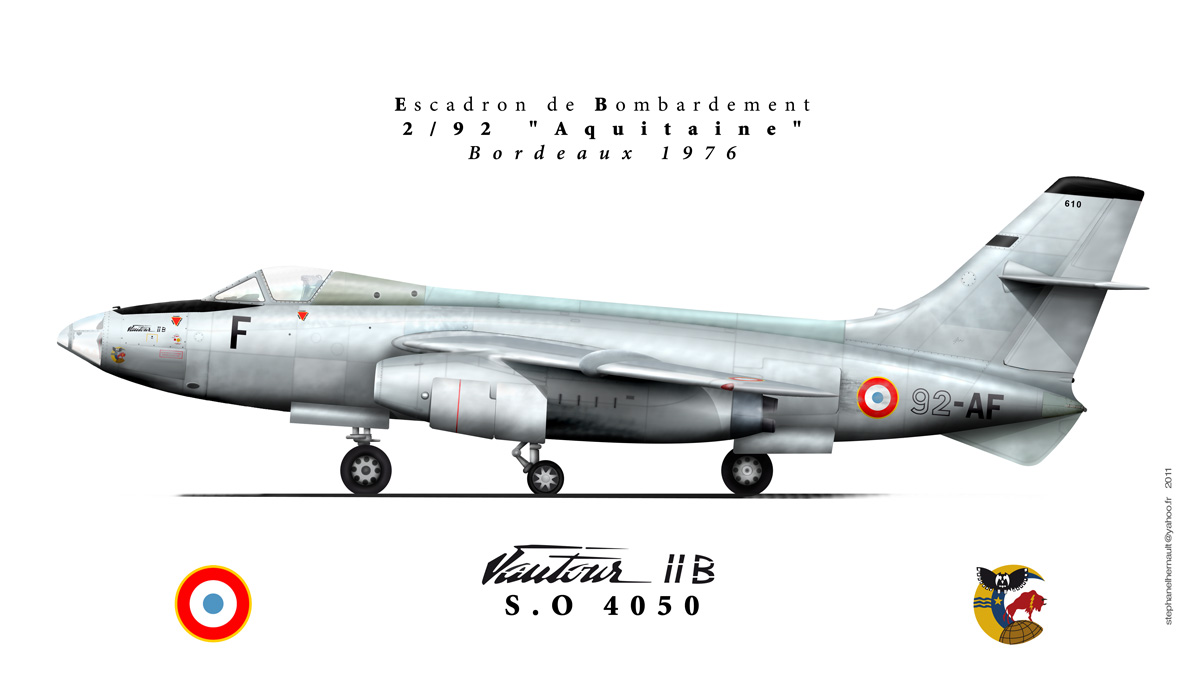
Vautour B
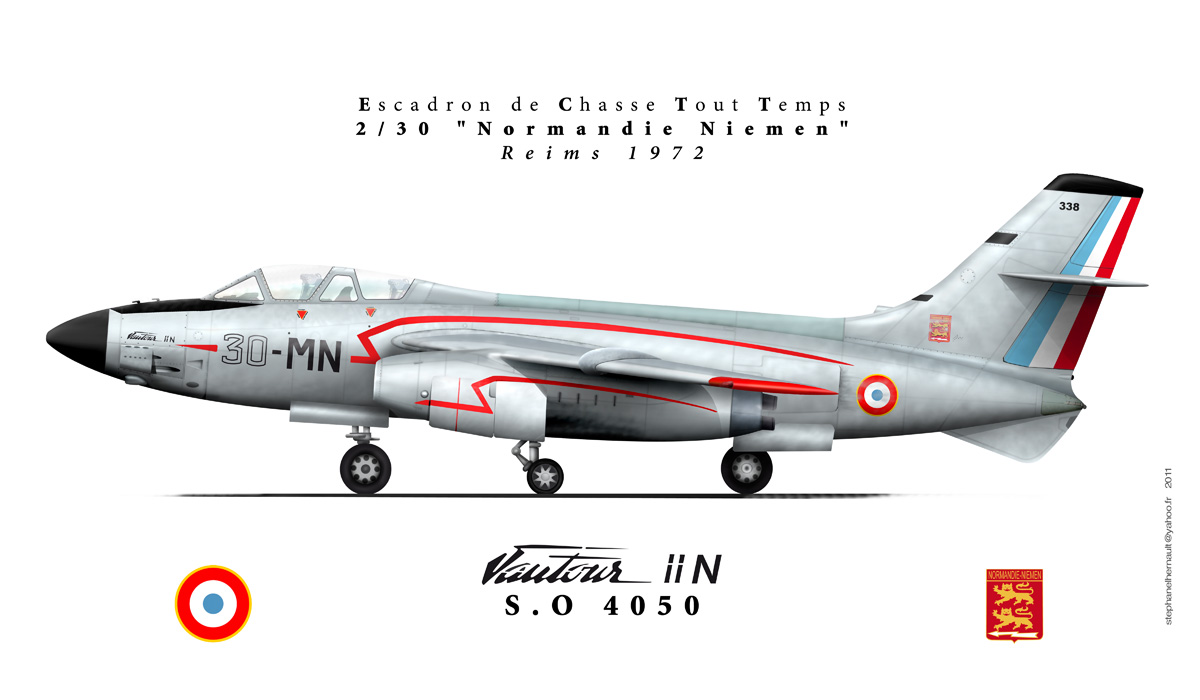
Vautour N